# NGC 6938
NGC 6938 – grupa gwiazd znajdująca się w gwiazdozbiorze Liska, prawdopodobnie gromada otwarta. Odkrył ją William Herschel 18 lipca 1784 roku. Znajduje się w odległości ok. 4077 lat świetlnych od Słońca oraz 26,3 tys. lat świetlnych od centrum Galaktyki.